# هارپورهی
longitudeهارپورهیlatitudeهارپورهی
هارپورهی (به انگلیسی: Harpurhey) یک شهر در حومهٔ شهر منچستر، واقع در شمال غربی انگلستان است..در سرشماری سال ۲۰۰۱، این شهر، ۸،۸۳۴ نفر جمعیت داشت.